# Ірднінг-Доннерсбахвальд
Ірднінг-Доннерсбахвальд (нім. Irdning-Donnersbachtal) — ярмаркова комуна (нім. Marktgemeinde) в Австрії, у федеральній землі Штирія. Ірднінг-Доннерсбахвальд засновано у 2015 році, під час земельної реформи Штирії. Було об'єднано муніципалітети Ірднінг, Доннерсбахвальд та Доннерсбах.
Входить до складу округу Ліцен. Населення становить 4137 осіб (станом на 31 грудня 2018 року). Займає площу 199,68 км².